# Aprionus bicorniger
Aprionus bicorniger är en tvåvingeart som beskrevs av Boris Mamaev 1998. Aprionus bicorniger ingår i släktet Aprionus och familjen gallmyggor. Inga underarter finns listade i Catalogue of Life.